# Johann Peter Cavallo
Pour les articles homonymes, voir Cavallo.
Johann Peter Cavallo est un organiste, pianiste et compositeur d'origine bavaroise, né à Munich le 23 décembre 1819 et mort le 19 avril 1892.

## Biographie
Fils du violoniste Johann Nepomuk Cavallo (1784-1858), il a étudié au Conservatoire de Munich. Son frère Johann Nepomuk Cavallo (1840-1917) travaillera à Munich avec Franz Lachner et Josef Rheinberger. Peter Cavallo se fixe à Paris vers 1843 où il est organiste dans les églises Saint-Nicolas des Champs et Saint-Vincent-de-Paul entre 1851 et 1863.

## Œuvres
Il est célèbre en tant que pianiste dans les années 1850. Il édite alors mensuellement des partitions de courtes pièces pour piano de sa composition en association avec le chanteur Frédéric Viret : La veillée des salons.
- Valse rustique, Op. 24
- Le Crépuscule, Op. 33
- Un Dernier Jour d'hiver, Op. 46
- Mazurka, Op. 47
- La Tristesse, Op. 48
- Fandango, Op. 49
- Le Vertige, Op. 50
- Pensée Fugitive, Op. 56
- Galop des Sylphes, Op. 57
- Près la Fontaine du Loup, Op. 61